# 富家镇
富家镇，是中华人民共和国辽宁省鞍山市台安县下辖的一个乡镇级行政单位。

## 行政区划
富家镇下辖以下地区：
薄家村、北站村、荒地村、新生村、四台子村、三道沟村、南楼村和富家村。